# Zalavári vár

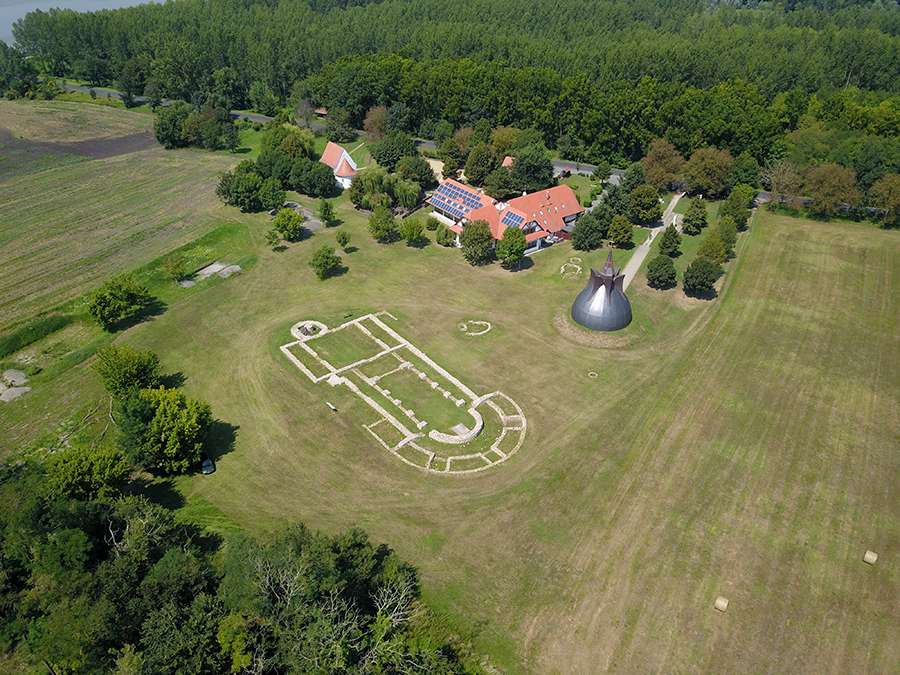
A romok madártávlatból

A Zalavári vár egy elpusztult vár- és településkomplexum a zalavári Várszigeten.

## Történet
A Balaton elmocsarasodó medencéje által körülvett Zalavár a kilencedik században, a frank uralom alatt vált jelentős központtá Mosaburg (mocsárvár) néven. 840 után az elűzött morva fejedelem, Pribina és utódai innen irányították az Alsó-pannoniai grófságot, amely a frankok határmenti hűbérállama volt. Ebből az időszakból származnak a Vársziget legjelentősebb emlékei (Hadrianus-templom, Mária tiszteletére épült templom, udvarház). A szláv térítő szerzetes testvérpár, Cirill és Metód bizonyíthatóan hosszabb ideig tartózkodott Mosaburgban. A honfoglalás során Mosaburg a Magyar Fejedelemség uralma alá került. Bár a település nem néptelenedett el teljesen, korábbi jelentőségét nem nyerte vissza.
I. István magyar király uralkodása alatt a Várszigeten új templom (Récéskúti bazilika) és monostor épült. A már Zalavár nevet viselő, megerősített település ispánsági központtá vált. A 16. században a zalavári apátságot végvárrá alakították át, mely többször is komoly török támadásnak volt kitéve. A török kiűzése után azonban 1702-ben a várat felrobbantották. A még álló romokat évszázadokig kőbányaként használták, utolsó látható maradványait Deák Ferenc és József nádor tiltakozása ellenére még a reformkorban lebontották.
Az apátság-vár területe napjainkban teljesen beerdősült és még feltáratlan.